# Luther Gulick
Luther Halsey Gulick, né le 17 janvier 1892, à Osaka (Japon) et mort le 10 janvier 1993, à Walden (Vermont, États-Unis), est un expert américain en administration publique et en management.
Il est le créateur de l'acronyme POSDCORB parfois PODSCORB.

## Biographie
Luther Halsey Gulick naît le 17 janvier 1892, à Osaka, au Japon. Son certificat de nationalité américaine ne sera signé par le Secrétaire d'État qu'en 1918. Son père est le missionnaire congrégationnaliste Sidney Lewis Gulick (en) (1860–1945) et sa mère est Clara May (Fisher) Gulick. Il porte le même nom que son grand-père, le missionnaire Luther Halsey Gulick Sr. (en) (1828–1891), et que son oncle, le médecin Luther Halsey Gulick Jr. (en) (1865–1918), instructeur d'éducation physique, officiel international de basket-ball et fondateur du mouvement de jeunesse Camp Fire Girls. Son arrière-grand-père est un des premiers missionnaires au royaume d'Hawaii, Peter Johnson Gulick (en) (1796–1877).
Luther Gulick est diplômé du Collège Oberlin en 1914 et passe son doctorat à l'université Columbia en 1920. En 1921, il est membre du conseil d'administration du Bureau municipal de la recherche de New York, renommé, plus tard, (Institute of Public Administration). Il va occuper ce poste jusqu'en 1982. Il enseigne à l'Université Columbia, entre 1931 et 1942, comme professeur de science municipale et d'administration. De 1936 à 1938, il est membre, avec L. Urwick, d'un comité chargé par le président Franklin D. Roosevelt de réorganiser la branche exécutive du gouvernement fédéral. Luther Gulick est conseiller de Roosevelt depuis son élection comme gouverneur de New York et continue à l'épauler durant sa présidence.

### 1937, deux articles, deux classiques
Durant les années 1930, la revue Papers in the Science of Administration publie des articles de Henri Fayol, Elton Mayo et Mary Parker Follett, ainsi que des contributions de Luther Gulick.
Certains de ses articles, comme « Notes sur la théorie de l'administration » (Notes on the theory of administration) et « La science, les valeurs et l'administration publique » (Science, Values and Public Administration), tous deux publiés en 1937, sont considérés comme des classiques.

### L'Institut de l'administration publique
À partir de 1942, et jusqu'en 1961, Luther Gulick préside l'Institut de l'administration publique.
Durant la Seconde Guerre mondiale, aux côtés d'Alvin Hansen, il plaide pour une politique keynésienne, destinée à établir le plein emploi après la fin du conflit. Cela va conduire John Maynard Keynes à s'intéresser à l'élaboration de plans pour l'économie internationale après-guerre. Ces derniers mettent l'accent sur le libre-échange. Durant cette période, Luther Gulick occupe de nombreuses fonctions administratives, parmi lesquelles celles de coordinateur des programmes d'après-guerre du Bureau de planification des ressources nationales, de directeur du Bureau de planification organisationnelle, de directeur administratif du secrétariat de l'Administration de secours et de reconstruction des Nations unies, au moment de sa création, de président du Comité consultatif sur l'éducation du Bureau du coordinateur pour les affaires inter-américaines, de membre de la direction de l'Office des opérations étrangères de secours et de reconstruction de l'Administration de l'économie extérieure et du département d'État et de membre du Comité consultatif de révision du département du commerce. Il participe également à la mise en place de la division du contrôle et à divers plans de réorganisation du département de la guerre, à la structuration organisationnelle du Bureau de la production de guerre. Il dirige aussi une étude sur les relations fiscales entre les échelons local, d'État et fédéral pour le département du trésor. En 1945, il est chargé des aspects techniques de la réorganisation de la Corporation des petites usines de guerre. À côté de ses travaux pour le Bureau du budget, il assiste également le Bureau de la Maison-blanche dans diverses tâches administratives et il travaille un an avec ce dernier sur les réparations de guerre. Il participe à la conférence de Potsdam en 1945 et à la réunion des ministres des affaires étrangères de Paris en 1946.
De 1954 à 1956, Luther Gulick est administrateur de la ville de New York.
Luther Gulick meurt le 10 janvier 1993, à Greensboro, dans le Vermont.

## L'acronyme POSDCORB
La principale contribution théorique de Luther Gulick à la réflexion sur les tâches administratives est sa définition des fonctions exécutives, connue sous l'acronyme POSDCORB (ou PODSCORB). Les lettres signifient Planification, organisation, direction, dotation en personnel, coordination, constat et budget (Planning, Organizing, Directing, Staffing, Coordinating, Reporting, Budgeting). Cette théorie a été critiquée par Marquez Moore et le Dr Lewis Meriam
Par ailleurs, Luther Gulick va développer l'idée à contre-courant selon laquelle il est impossible de séparer la politique de l'administration. Avec Lyndall Urwick, il fonde la revue Administrative Science Quarterly.

## Vie privée
La première épouse de Luther Gulick, Helen Swift, meurt en 1969. La seconde, Carol W. Moffett, décède en 1989. Luther Gulick a deux enfants, Luther Halsey Gulick Jr. et Clarence Gulick .